# Jama pod Babjim zobom
Jama pod Babjim zobom je manjša kraška podzemna jama v Sloveniji, ki se nahaja ob severozahodnem robu Jelovice na nadmorski višini 1008 metrov. V dolžino meri 300, v globino pa okoli 50 metrov. V jami so veliki kristali kalcita, t. i. skalenoedri, ter polžasto zaviti kapniki, t. i. helektiti, ki so redkost v Sloveniji. V jami je stalna temperatura 8° C.
Jama je bila odkrita pred približno 200 leti, ko jo je po naključju odkril domačin. Po letu 1970 so jo pričeli opremljati z ograjami, stopnicami in razsvetljavo ter en del odprli za javnost. Obiskovalcem še ni dostopen del, ki je bil pred nekaj leti odkrit na drugi strani brezna, kjer so nepoškodovani kalcitni kristali in kristalne krogle, edinstvene v Sloveniji. 
Vhod v jamo je v obliki spodmola z gruščnatim dnom. Pozimi se v spodmolu oblikujejo kapniki in stebri iz ledu.